# Energia de ligação

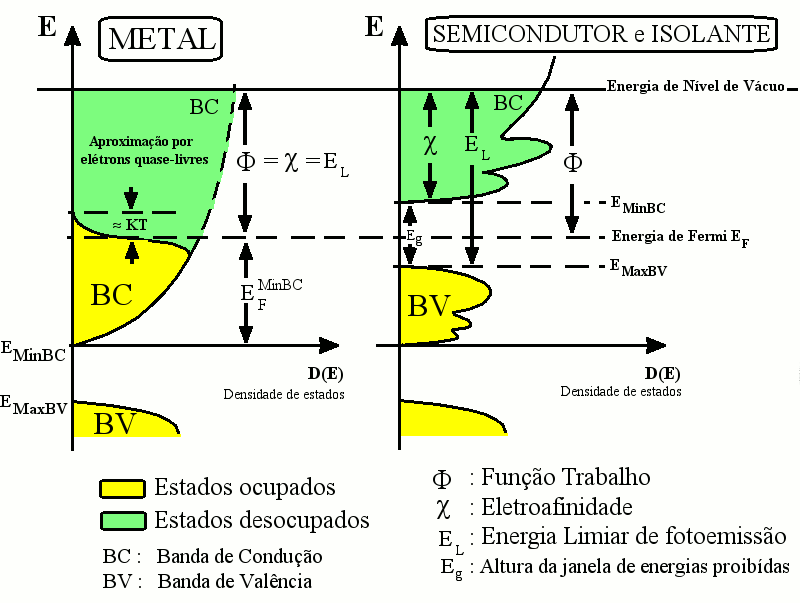
Principais energias em estrutura de bandas para sólidos cristalinos.

A energia de ligação (EB) é um termo normalmente utilizado quando se trabalha com a análise da estrutura eletrônica da matéria (estrutura de bandas), em especial na espectroscopia de fotoelétrons. É comum também em outras, a exemplo na física do estado sólido.
Rigorosamente falando, a energia de ligação de um dado estado quântico eletrônico identificado por s é a diferença das energias totais do sistema quando este estado encontra-se desocupado e ocupado por um elétron, respectivamente. Assume-se que o sistema, mantida a ausência no primeiro caso, já tenha relaxado energeticamente de forma a acomodar-se à ausência do elétron no referido estado, assumindo a configuração que lhe permita então a menor energia total com o referido estado vazio. Sendo EsistemaN-1 a energia total do sistema com a ausência do elétron no referido estado

e EtotalN a energia total do sistema com o referido estado preenchido, ou seja, com N elétrons e em seu estado de equilíbrio termodinâmico, temos que:
EB = E N−1 sistema − ENtotal
Em sólidos geralmente utiliza-se como referência para a medida da energia de ligação a energia de Fermi. Entretanto não é incomum encontrar-se dados sobre energias de ligação referidas à energia de nível de vácuo, ou, às vezes, à energia do topo da banda de valência, e certo cuidado deve ser tomado ao se utilizar valores obtidos da literatura.
Devido às dificuldades inerentes na determinação da energia total do sistema, costuma-se assumir aproximações práticas para a energia de ligação. A mais simples consiste em negligenciar a energia envolvida no processo de relaxação do sistema e assumir a energia de ligação como sendo o negativo da energia do estado a partir do qual o elétron é retirado. Esta aproximação, apesar de negligenciar mudanças nos orbitais atômicos do qual o elétron é removido bem como mudanças na distribuição eletrônica do cristal devido à presença de um íon positivo na rede e à ausência de um elétron, mostra-se muitas vezes útil, e é conhecida como aproximação de Koopman.
Tabelas com as energias de ligações para os elementos e vários compostos destes podem ser encontradas na literatura.